# Arisa Trew
Arisa Trew, född 12 maj 2010, är en australisk skateboardåkare.

## Karriär
Arisa Trew har tagit 4 guld vid X Games. Vid OS 2024 tog hon guld i disciplinen park. Som 14 år och 86 dagar gammal blev hon den yngsta australiska OS-guldmedaljören genom tiderna.